# São João do Jaguaribe
São João do Jaguaribe è un comune del Brasile nello Stato del Ceará, parte della mesoregione di Jaguaribe e della microregione di Baixo Jaguaribe.